# Erfurter Schachklub
Der Erfurter Schachklub, kurz Erfurter SK, ist ein deutscher Schachverein aus Erfurt in Thüringen.

## Allgemeines
Der Erfurter Schachklub hat 57 Mitglieder (Stand Mai 2022), darunter sechs Frauen. Er stellt gegenwärtig fünf Mannschaften, von denen die erste Mannschaft in der 2. Bundesliga Ost antritt. Das Spiellokal befindet sich im Schachzentrum Erfurt am Nettelbeckufer 51 in Erfurt.

## Geschichte
Der Verein wurde im Jahr 1998 gegründet. Er sieht sich als traditionellen Nachfolger des SV Erfurt West 90 e.V., der sich selbst auf die in der DDR aktiven Schachvereine BSG Motor West Erfurt, BSG Funkwerk Erfurt und BSG Mikroelektronik Erfurt zurückführt.

## Erfolge
Der Erfurter Schachklub konnte mit seiner ersten Mannschaft mehrfach die Meisterschaft der 2. Bundesliga Ost gewinnen und war in den Saisons 1998/99, 2001/02 bis 2002/03, 2004/05, 2007/08, 2009/10 sowie zuletzt 2015/16 in der ersten Schachbundesliga vertreten.
Der SV Erfurt West nahm außerdem 1991/92–1994/95 und 1996/97–1997/98 an der Schachbundesliga teil.
- Spielzeiten in der Schachbundesliga: 13
- Ewige Tabelle der Schachbundesliga: 26. Platz

## Bekannte Spieler
- Thomas Pähtz (* 1956)
- Peter Enders (1963–2025)
- Petr Hába (* 1965)
- Henrik Teske (* 1968)
- Thomas Luther (* 1969)
- Jens-Uwe Maiwald (* 1974)
- Jan Votava (* 1974)
- Robert Fontaine (* 1980)
- Luke McShane (* 1984)
- Elisabeth Pähtz (* 1985)
- Bart Michiels (* 1986)
- Martin Krämer (* 1987)
- Maria Schöne (* 1987)
- Jewgeni Romanow (* 1988)
- Olivér Mihók (* 1993)
- Vojtěch Plát (* 1994)